# راؤول غارسيا لوزانو
راؤول غارسيا لوزانو (بالإسبانية: Raúl García Lozano)‏ (من مواليد 11 سبتمبر 1980 في أوفييدو، أستورياس) هو لاعب كرة قدم إسباني، يلعب لنادي النمسا كلاغنفورت في الدوري النمساوي لكرة القدم، في مركز قلب الدفاع.

## وصلات خارجية
- راؤول غارسيا لوزانو على موقع قاعدة بيانات كرة القدم.إي يو (الإنجليزية)
- راؤول غارسيا لوزانو على موقع Soccerway.com (الإنجليزية)

- BDFutbol profile
- Futbolme profile (بالإسبانية)